# 横手直子
横手 直子（よこて なおこ、1979年11月17日 - ）は、日本の元女子バレーボール選手。

## 来歴
香川県香川郡香川町（現高松市）出身。ママさんバレーをしていた母親の影響で、小学校時代にバレーボールを始める。
高松北高等学校、青山学院大学を経て2002年、日立佐和リヴァーレに加入した。
2004年に現役引退。母校である青山学院大学女子バレーボール部のコーチに就任した。
2011年に結婚。それに伴い青山学院大学コーチを退任している。

## 所属チーム
- 香川一中
- 高松北高等学校
- 青山学院大学
- 日立佐和リヴァーレ（2002-2004年）